# Athiná Papafotíou
Athiná Papafotíou, en grec moderne : Αθηνά Παπαφωτίου, née le 23 août 1989, est une volleyeuse grecque. Elle joue en tant que passeuse.
En 2014-2015, Athiná Papafotíou joue pour l'Allianz MTV Stuttgart. Elle y joue aux côtés de Kim Renkema, qui est ensuite devenue la directrice sportive du club. En avril 2020, elle retourne à Stuttgart. En mai 2021, elle signe à nouveau avec le Panathinaikos Athènes après dix ans d'absence.

## Distinctions individuelles

### en sélection
- Ligue d'argent européenne 2019 — Meilleure passeuse.

### en club
- 2018-2019 = Championnat de France = Meilleure joueuse et meilleure passeuse.